# 11 Andromedae
11 Andromedae este o stea gigantă din constelația Andromeda.